# Geylang United
O Geylang International FC é um clube de futebol com sede em Bedok, Singapura. A equipe compete na S.League.

## História
Fundado em 1973, são conhecidos com as águias de cores verde e branco é um clube fundador da S.League e primeiro campeão no ano de 1996.

## Títulos
League
- S-League: 2
  - 1996, 2001
- FAS Premier League: 6
  - 1988, 1989, 1990, 1991, 1992, 1993
- S-League 1° Divisão: 3
  - 1975, 1976, 1977
- FAS 3° Divisão: 1
  - 1974

Copa
- Copa de Singapura: 1
  - 2009
- Copa de Singapura: 1
  - 1996
- Copa do Presidente de Singapura: 6
  - 1974, 1976, 1978, 1990, 1991, 1995